# Sverresborg (borgruin)

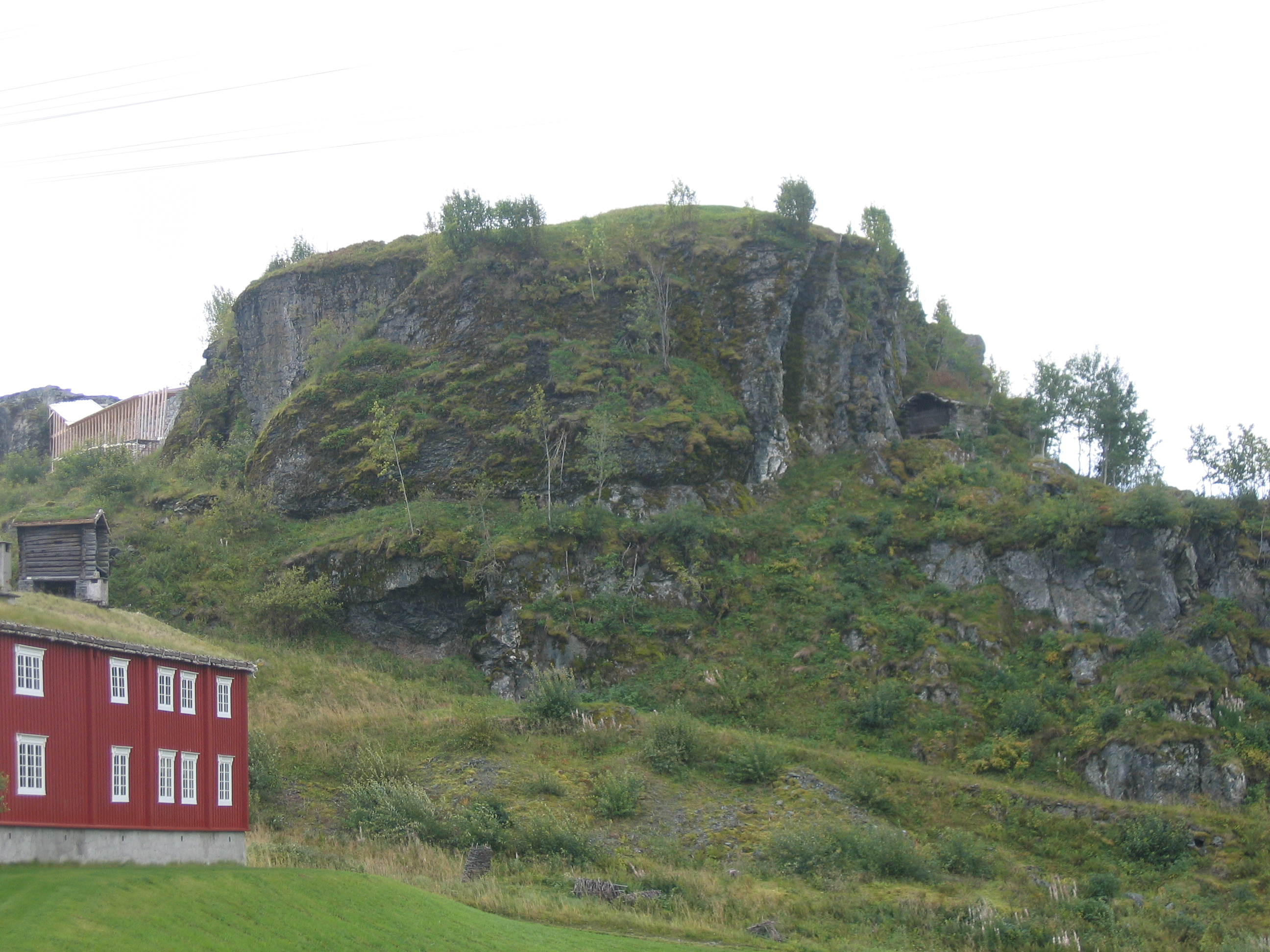
Klippan där borgen var belägen.

Sverresborg, Zion eller Sion var en medeltida borg på en klippa sydväst om Trondheim i Norge.

## Historia
Olika tidpunkter beträffande borgen kommer från Sverres saga och de har ingen vetenskaplig bekräftelse. Antagligen uppfördes borgen 1182 eller 1183 när Sverre Sigurdsson var regent. De branta klipporna gav ett bra skydd mot angrepp från nord och väst. Försvarsanläggningen fick efter en liknande konstruktion på berget Sion i Jerusalem namnet Sion eller Zion. Året 1188 blev borgen för första gången nedbränd och Sverre lät bygga en ny borg. Anläggningen förstördes en andra gång i samband med ett angrepp av bagler. En ny borg tillkom något senare under regeringstiden av Håkon Håkonsson (1217–1263). När inbördeskriget mellan bagler och birkebeinar var över förföll fästningen stegvis.
De första arkeologiska undersökningarna utfördes under 1770-talet. Under ledningen av arkeologen och arkitekten Gerhard Fischer skedde de största utgrävningarna före och efter första världskriget. Han gjorde försök att återskapa borgen, men resultatet berodde endast på lösa antaganden.

## Mannen i brunnen
I Sverres saga berättas om en man som kastades i en brunn på borgen efter anfallet 1197. I striden besegrades Sverres legosoldater av bagler. Enligt sagan tillhörde mannen Sverres enheter och hans förruttnande kropp skulle förgifta brunnens vatten.
Ett skelett blev 1936 upptäckt i en brunn på klippan och utgrävdes under åren 2014 och 2016. De första studierna visade att mannen levde kring året 1197 och att han var 30 till 40 år gammal vid då han dog. Nya genetiska undersökningar från 2024 gav resultatet att mannen med stor sannolikhet var storväxt för tiden och att han kom från regionen Agder (idag Sørlandet) i södra Norge. Enligt studien hade han blont hår och blå ögon. Det skulle tyda på att han var en bagler. En annan teori är att Sverre hade legosoldater från olika landsdelar eller att personen var tillfälligtvis på plats.
Oberoende av de kvarstående frågorna är studierna de första bevisen för delar av en medeltida saga.

## Sverresborg under nyare tider
Under andra världskriget bedömdes klippan för strategiskt viktig av de tyska ockupanterna och nya befästningar tillkom. Sedan 1914 ingår klippan i Trøndelag Folkemuseum.